# SV Voorwaarts Twello
De voetbalvereniging SV Voorwaarts Twello is een afdeling van de omnisportvereniging met dezelfde naam uit de Gelderse plaats Twello.

## Geschiedenis
Rond 1920 ontstond in Twello de voetbalvereniging Amical, die enkele jaren later alweer ter ziele ging. Spelers uit Duistervoorde speelden bij de pas opgerichte Bussloose vereniging Zwart Wit, het huidige SV Cupa. Bij Zwart Wit voetbalden ook een aantal jongens uit Duistervoorde die er door de ruzies tussen de kampen Bussloo en Duistervoorde, na enige jaren de brui aangaven. Zij besloten een eigen voetbalclub op te richten voor Duistervoorde: de RK Voetbalvereeniging Voorwaarts. Al in 1935 kon men het kampioenschap vieren als ongeslagen kampioen in de derde klasse G van de Rooms Katholieke Utrechtse Voetbalbond.
Door de Tweede Wereldoorlog kwam alles op een laag pitje te staan. Toch zag in 1942 de afdeling gymnastiek het levenslicht. Belangrijkste reden was, dat men vond dat gymnastiek de voetballers een goede conditie zou bezorgen.
Na de bevrijding werd een vrouwenafdeling opgericht, met als sporten gymnastiek en handbal. Ook een jeugdafdeling kwam ter sprake. Op 3 juli 1949 werd het huidige complex aan de Kerklaan officieel geopend. In 1975 verdwenen de letters "RK" uit de naam om te worden vervangen door "SV". In 2011 werd het eerste kunstgrasveld aangelegd en in 2014 het tweede.
In het seizoen 1985/86 werd Voorwaarts kampioen en vanaf dat moment speelt men in de KNVB-competitie. Voorwaarts heeft vrijwel constant in de tweede klasse gespeeld. In het seizoen 2008/09 bereikte het eerste elftal, onder leiding van Hans van der Hoop, sportief gezien het beste resultaat in de tweede klasse ooit. Ze werden kampioen en promoveerden naar de eerste klasse. In deze klasse verbleven ze vier opeenvolgende seizoen, de eerste drie in 1E (district Oost) en het vierde in 1F (district Noord). In dit laatste seizoen (2012/13) volgde via de nacompetitie degradatie. 
Daarna speelde Voorwaarts vijf seizoenen in de 2de klasse I of J. In 2019 werd opnieuw de stap gezet naar de 1ste klasse.  

## Competitieresultaten 1947–heden
|  |

| 1 2C |

|  |

|  |

|  |

|  |

|  |

|  |

|  |

|  |

| 8 4C |

| 10 4C |

| 10 4D |

| 10 4D |

| 12 4D |

|  |

|  |

| 1 1A |

| 5 4H |

| 3 4G |

| 3 4G |

| 6 4G |

| 12 4G |

| 3 1A |

| 1 1A |

| 11 4H |

| 10 4H |

| 11 4G |

| 11 |

|  |

|  |

|  |

| 8 2A |

| 1 2A |

|  |

|  |

| 1 1? |

|  |

|  |

| 1 |

| 2 4G |

| 5 4G |

| 6 4G |

| 6 4G |

| 2 4G |

| 3 4G |

| 2 4G |

| 4 4G |

| 1 4G |

| 5 3B |

| 7 3B |

| 3 3B |

| 1 3B |

| 1 3B |

| 3 2J |

| 5 2J |

| 8 2I |

| 3 2J |

| 9 2I |

| 10 2I |

| 10 2J |

| 1 3B |

| 2 2J |

| 1 2I |

| 10 1E |

| 4 1E |

| 10 1E |

| 12 1F |

| 6 2J |

| 4 2J |

| 6 2J |

| 4 2I |

| 1 2J |

| -- 1E |

| -- 1E |

| 5 1E |

| 3 1D |

| 1G |

| Eerste klasse | Tweede klasse | Derde klasse | Vierde klasse | Hoofdklasse Geld. VB | Eerste klasse Geld. VB | Tweede klasse Geld. VB |

2009: de beslissingswedstrijd op 7 mei om het klassekampioenschap in 2I werd met 2-1 gewonnen van DIO '30.
Voorwaarts degradeerde in 2013 naar de 2de klasse. Na degradatie uit 1F Noord eindigde Voorwaarts vijf aaneengesloten jaren in het linkerrijtje van de 2de klasse I of J. In 2018-2019 werd het na een spannende laatste competitiedag kampioen van de 2de klasse J op doelsaldo. Tien jaar na de eerste promotie werd de 1ste klasse opnieuw een feit.
Na promotie werden drie jaar toegevoegd aan het eersteklasseschap. In 2019-2020 werd de competitie stilgelegd vanwege Covid. Voorwaarts stond op de 10de plaats en moest nog tot 2021-2022 wachten op een volledige competitie. Dat seizoen 2021-2022 werd afgesloten met een 5de plaats.
In elke staaf van de grafiek staat van boven naar beneden vermeld: 
- Eindnotering

Dit is de positie die de club heeft bereikt in de competitie, zonder eventuele beslissings-, play-off- of nacompetitiewedstrijden die nodig zijn geweest om bijvoorbeeld de kampioen van de competitie te bepalen.
Indien een * achter het getal staat is de notering een tussenstand en kan het zijn dat de notering niet overeenkomt met de uiteindelijke eindstand van de competitie.
Staat er een - dan is het seizoen nog bezig en is er geen definitieve uitslag bekend.
Staat er xx op de positie van de notering, dan heeft de club vroegtijdig de competitie verlaten. Dit kan onder andere komen door terugtrekking van het team, faillissement van de club of door een uitgedeelde straf van de KNVB. In veel gevallen staat elders in het artikel de reden vermeld.
Staat er een ? dan is het resultaat uit het verleden onbekend, en is alleen de competitie of het niveau bekend van dat seizoen.
In de seizoenen 2019/20 en 2020/21 werd wegens de coronacrisis het amateurvoetbal afgebroken. Daardoor kennen deze staven geen eindklassering (middels -- weergegeven).
- Competitieniveau en afdelingsletter of Officiële eindstand Eredivisie
  - Competitieniveau en afdelingsletter

Hierbij geeft het getal het niveau weer, dat ook terug te vinden is in de legenda. De letter is de afdelingsaanduiding en wordt gebruikt wanneer er meer afdelingen zijn op hetzelfde niveau. De afdelingsletter is altijd een hoofdletter en wordt meestal zonder nummer gebruikt.
Voorbeeld: 2F is niveau 2e klasse competitie F.
Het competitieniveau en nummer wordt niet vermeld wanneer er slechts één competitie van dit niveau was.
  - Officiële eindstand Eredivisie (getal staat tussen haakjes vermeld)

Sinds de introductie van play-offwedstrijden voor Europees voetbal na afloop van de reguliere competitie in 2005/06, is de KNVB verplicht een eindstand van de Eredivisie door te geven aan de UEFA aan de hand van deze play-offwedstrijden.
Bij deze eindstand staan clubs die zich hebben gekwalificeerd voor Europees voetbal hoger dan clubs die zich niet wisten te kwalificeren. Indien er geen verschil was tussen de eindnotering en de officiële eindstand, staat dit getal niet vermeld.

- Onderafdeling

Hier staat afgekort de naam van de onderafdeling indien de club in dat jaar in een onderafdeling uitkwam. Tevens staat deze afkorting in de legenda en wordt gelinkt naar het artikel over deze onderafdeling. Deze afkorting wordt alleen vermeld wanneer de club in het verleden in verschillende onderafdelingen heeft gespeeld. Deze vermelding is in de staaf altijd in kleine letters. Deze onderafdelingen zijn na het seizoen 1995/96 afgeschaft. Heeft de club in slechts één onderafdeling gespeeld, dan is dit alleen terug te vinden in de legenda.
Onder de staaf staat het jaartal vermeld waarin het seizoen is afgesloten. 15 verwijst naar het seizoen 2014/15 of eventueel het seizoen 1914/15.
Wanneer een staaf leeg is, zijn deze gegevens niet bekend. Het kan ook zijn dat de club dat seizoen niet heeft meegespeeld op het hogere amateurniveau, vroegtijdig de competitie heeft verlaten of uit de competitie is gezet.

In het seizoen 1944/45 was er wegens de Tweede Wereldoorlog geen regulier competitievoetbal.

## Bekende (oud-)spelers
(Oud-)profvoetballers die bij SV Voorwaarts Twello hun carrière begonnen zijn Berry Tijhuis, Harry Spijkerbosch, Jesse Schotman en Quincy Allée. Oud-profvoetballers die bij Voorwaarts hebben gespeeld zijn Sjors van Bruggen, Coen Zwollo en Patrick ter Mate.